# Peter Eberhard Müllensiefen

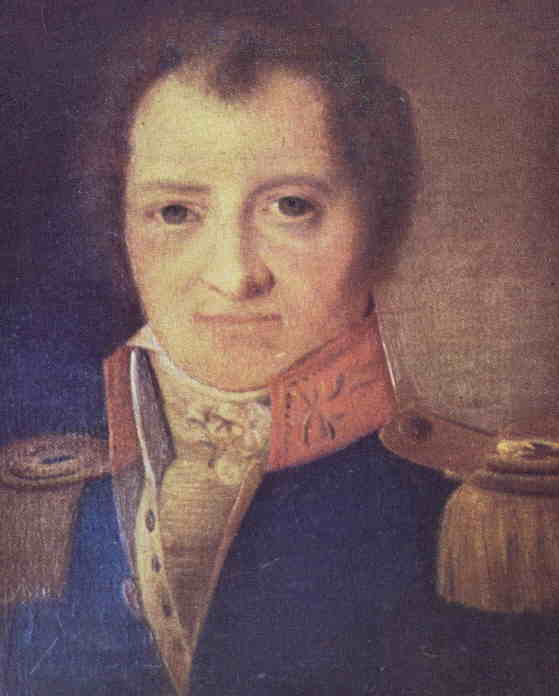
Peter Eberhard Müllensiefen

Peter Eberhard Müllensiefen (* 7. März 1766 in Ründeroth (heute Engelskirchen); † 10. April 1847 in Crengeldanz (heute Witten)) war Industrieller und Politiker im Bergischen und Märkischen Raum. Besondere Verdienste hat er sich im Kreis Iserlohn als Landrat erworben.

## Kindheit und Familie
Müllensiefen stammt aus einer wohlhabenden protestantischen Familie des Aggertals, die über Generationen Gutsbesitzer und Kaufleute hervorbrachte. Er hatte drei Halbgeschwister und eine Schwester, die schon im Kindesalter starben, sowie zwei Halbbrüder, die erwachsen wurden. Auf Wunsch des Vaters sollte Peter Eberhard Pfarrer werden. Im Alter von 15 Jahren wurde er aber Handelslehrling bei Johann Caspar Rumpe in Altena. 1794 heiratete er die Tochter seines Arbeitgebers: Wilhelmine. Sie gebar 1797 eine Tochter, starb jedoch im Kindbett, während die Tochter überlebte.
Müllensiefens zweite Ehefrau Henrietta Wilhelmina Riedel stammte aus Iserlohn; die Vermählung folgte 1798. Sie gebar neun Kinder, von denen sieben das Kindesalter überlebten, unter ihnen die späteren Unternehmer Gustav und Theodor sowie der spätere Theologe Julius Müllensiefen.

## Unternehmerlaufbahn
Nach sieben Jahren Arbeit unter Rumpe stieg er in dessen Unternehmen zum Prokuristen (1788) und später zum Teilhaber (1793) auf. Die Teilhaberschaft führte zum Zerwürfnis der beiden, insbesondere nach dem Tod der Tochter Rumpes (Müllensiefens Ehefrau) 1797. Kurz danach erfolgte die Trennung von seinem ehemaligen Lehrherren.
Müllensiefen gründete ca. 1800 in Iserlohn mit Johann Hermann Altgeldt eine Nadelfabrik. Die dort hergestellten Nadeln aus Stahl waren qualitativ hochwertiger als die in anderen Fabriken produzierten Nadeln aus Eisendraht. Die neuen Produktionsweisen in der Nadelindustrie brachten Iserlohn einen industriellen Aufschwung, der die Stadt bis Mitte des 19. Jahrhunderts zur Industriemetropole machte.
Das Unternehmen Müllensiefen & Altgeldt war nur wenige Jahre erfolgreich. 1811 trat Müllensiefen in Kontakt mit den französischen Besatzern und konnte seine Produkte wieder gewinnbringend verkaufen. Er unterstützte Napoleons Politik, weil er dadurch selbst profitierte.
Müllensiefen verfasste zu verschiedenen wirtschaftlichen Fragen Gutachten und Berichte, die ihm in Westpreußen einen Expertenruf einbrachten. Gerade die Fragen zu Monopolen, Angebot und Nachfrage brachten ihm nicht nur Freunde, da verschiedene Unternehmer in ihren (Monopol-)Stellungen geschwächt wurden.

## Politikerlaufbahn
Auf Wunsch seiner Ehefrau engagierte sich Müllensiefen nach den Befreiungskriegen für den preußischen Staat. Müllensiefen baute seine politische Laufbahn auf. Ab 1814 initiierte er die Aufstellung des Denkmals Eisernes Kreuz in Iserlohn im Gedenken an die Opfer der Napoleon-Kriege.
1817 bewarb sich Müllensiefen um das Amt des Landrats im neu gegründeten Kreis Iserlohn und trat das Amt im Januar 1818 an. Ein zentrales Problem der Amtszeit war die Eingliederung der katholischen Bevölkerung in die protestantische Mehrheit, da ein kleiner Teil des neuen Kreises aus Gebieten des ehemaligen katholischen Herzogtums Westfalen bestand. Die katholische Bevölkerung stand nicht zur neuen Monarchie.
Unter Müllensiefens Regierung wurden der Straßen- und der Kirchenbau in und um Iserlohn wesentlich vorangetrieben. Durch die Gleichberechtigung katholischer und protestantischer Interessen im Kirchenbau schaffte er eine Annäherung der Konfessionen. Aus Altersgründen trat er im März 1836 zurück.
Müllensiefen verfasste zwischen 1837 und 1839 eine Autobiographie, die etwa 2.000 Seiten umfasste. Eine Aufarbeitung des Materials durch einen Biographen ist aber bisher nicht erfolgt.

## Religion
Obwohl Müllensiefen sich in seiner Amtszeit auch um das evangelische Kirchenwesen in seinem Kreis verdient gemacht hatte, waren seine eigenen religiösen Ansichten eher heterodox. Er war seit etwa 1782 Anhänger von Emanuel Swedenborg und stand in enger Beziehung zu Johann Friedrich Immanuel Tafel, der einer der ersten und führenden Vertreter des Swedenborgismus in Deutschland war. Im Jahr 1832 hat eine Tochter von Müllensiefen Tafel geheiratet. Im Alter hat sich Müllensiefen durch die Veröffentlichung einer Druckschrift zur „Neuen Kirche“ Swedenborgs bekannt.
Müllensiefen gehörte zu den Präsidiumsmitgliedern der am 1. Dezember 1814 von Friedrich von Scheibler gegründeten „Märkischen Bibelgesellschaft“ an, die sich in Iserlohn um den engagierten Pfarrer Johann Abraham Strauß gruppiert hatte und dem auch als Patron der spätere erste Oberpräsident Westfalens Ludwig Freiherr von Vincke diente.
Darüber hinaus zählte Müllensiefen wiederum zusammen mit Scheibler, Vincke, Johann Caspar Harkort und anderen zu den Mitgliedern des „Literarischen Vereins der Grafschaft Mark“, der zu jenem Zeitpunkt unter der Leitung des Schwerter Arztes und Universalgelehrten Friedrich Bährens stand und von 1814 bis 1860 bestand.